# Eerste divisie (vrouwenhandbal) 2000/01
De Eerste divisie is de op een na hoogste afdeling van het Nederlandse handbal bij de vrouwen op landelijk niveau. In het seizoen 2000/2001 werd ShowBizzCity/Aalsmeer en Blerick kampioen en promoveerde naar de eredivisie. AHV Kwiek en Dimtr/Meervogels degradeerden uit de A-poule en Foreholte en Verburch uit de B-poule. De team degraderen naar de Tweede Divisie.

## Eerste divisie A

### Teams
| Club                  | Plaats           | Provincie     |
| --------------------- | ---------------- | ------------- |
| ShowBizzCity/Aalsmeer | Aalsmeer         | Noord-Holland |
| Dalfsen               | Dalfsen          | Overijssel    |
| D.O.S.                | Emmer-Compascuum | Drenthe       |
| D.S.V.D.              | Deurningen       | Overijssel    |
| Transscope/E&O        | Emmen            | Drenthe       |
| AHV Kwiek             | Amstelveen       | Noord-Holland |
| Dijkoraad/Kwiek       | Raalte           | Overijssel    |
| Huysmans/LHC          | Lemelerveld      | Overijssel    |
| Dimtr/Meervogels      | Akersloot        | Noord-Holland |
| V en S                | Groningen        | Groningen     |
| Westsite              | Amsterdam        | Noord-Holland |
| Zwaluwen '30          | Hoorn            | Noord-Holland |

### Stand
| Pos | Club                  | Wed | W  | G | V  | Ptn | DV  | DT  | +/−  | Opmerking                      |
| --- | --------------------- | --- | -- | - | -- | --- | --- | --- | ---- | ------------------------------ |
| 1   | Dijkoraad/Kwiek       | 22  | 20 | 0 | 2  | 40  | 567 | 356 | 211  | Beslissingswedstrijd           |
| 2   | ShowBizzCity/Aalsmeer | 22  | 20 | 0 | 2  | 40  | 561 | 357 | 204  | Beslissingswedstrijd           |
| 3   | Dalfsen               | 22  | 17 | 0 | 5  | 34  | 534 | 431 | 103  |                                |
| 4   | Westsite              | 22  | 15 | 0 | 7  | 30  | 440 | 352 | 88   |                                |
| 5   | Transscope/E&O        | 22  | 12 | 2 | 8  | 26  | 393 | 375 | 18   |                                |
| 6   | Huysmans/LHC          | 22  | 9  | 1 | 12 | 19  | 395 | 322 | -27  |                                |
| 7   | ASKO/Zwaluwen '30     | 22  | 9  | 0 | 13 | 18  | 467 | 506 | -39  |                                |
| 8   | D.S.V.D.              | 22  | 6  | 3 | 13 | 15  | 362 | 427 | -65  |                                |
| 9   | D.O.S.                | 22  | 6  | 1 | 15 | 13  | 370 | 448 | -78  |                                |
| 10  | V en S                | 21  | 6  | 1 | 14 | 13  | 347 | 422 | -75  |                                |
| 11  | AHV Kwiek             | 21  | 5  | 0 | 16 | 10  | 317 | 438 | -121 | Degradatie naar Tweede divisie |
| 12  | Dimtr/Meervogels      | 22  | 2  | 0 | 20 | 4   | 267 | 476 | -219 | Degradatie naar Tweede divisie |

#### Beslissingswedstrijd
| 16 april 2001 | Dijkoraad/Kwiek | 18-20 | ShowBizzCity/Aalsmeer | Mheenpark, Apeldoorn |
| 16 april 2001 |                 |       |                       | Mheenpark, Apeldoorn |
| 16 april 2001 |                 |       |                       | Mheenpark, Apeldoorn |

- ShowBizzCity/Aalsmeer promoveert naar de eredivisie.

## Eerste divisie B

### Teams
| Club              | Plaats      | Provincie     |
| ----------------- | ----------- | ------------- |
| Cuypers/BFC       | Beek        | Limburg       |
| Blerick           | Blerick     | Limburg       |
| DES '72           | Papendrecht | Zuid-Holland  |
| Foreholte         | Voorhout    | Zuid-Holland  |
| SpaarSelect/Iason | Valkenburg  | Limburg       |
| Boot/HVO          | Oosterhout  | Noord-Brabant |
| Swift Arnhem      | Arnhem      | Gelderland    |
| PSV               | Eindhoven   | Noord-Brabant |
| UDSV              | Zuilen      | Utrecht       |
| Ventura           | Schiedam    | Zuid-Holland  |
| Verburch          | Poeldijk    | Zuid-Holland  |
| De Volewijckers 2 | Amsterdam   | Noord-Holland |

### Stand
| Pos | Club              | Wed | W  | G | V  | Ptn | DV  | DT  | +/−  | Opmerking                      |
| --- | ----------------- | --- | -- | - | -- | --- | --- | --- | ---- | ------------------------------ |
| 1   | Blerick           | 22  | 20 | 1 | 1  | 41  | 474 | 338 | 136  | Promotie naar Eredivisie       |
| 2   | Cuypers/BFC       | 22  | 19 | 2 | 2  | 38  | 427 | 336 | 91   |                                |
| 3   | PSV               | 22  | 18 | 1 | 3  | 37  | 459 | 360 | 99   |                                |
| 4   | De Volewijckers 2 | 22  | 11 | 3 | 8  | 25  | 452 | 421 | 31   |                                |
| 5   | SpaarSelect/Iason | 22  | 9  | 5 | 8  | 23  | 443 | 410 | 33   |                                |
| 6   | UDSV              | 22  | 10 | 1 | 11 | 21  | 397 | 429 | -32  |                                |
| 7   | Boot/HVO          | 22  | 8  | 3 | 11 | 19  | 444 | 438 | 6    |                                |
| 8   | DES '72           | 22  | 7  | 3 | 12 | 17  | 421 | 430 | -9   |                                |
| 9   | Ventura           | 22  | 7  | 2 | 13 | 16  | 385 | 435 | -50  |                                |
| 10  | Swift Arnhem      | 22  | 7  | 0 | 15 | 14  | 387 | 428 | -41  |                                |
| 11  | Foreholte         | 22  | 3  | 4 | 15 | 10  | 373 | 470 | -97  | Degradatie naar Tweede divisie |
| 12  | Verburch          | 22  | 1  | 1 | 20 | 3   | 425 | 593 | -168 | Degradatie naar Tweede divisie |